# Jim Jarmusch

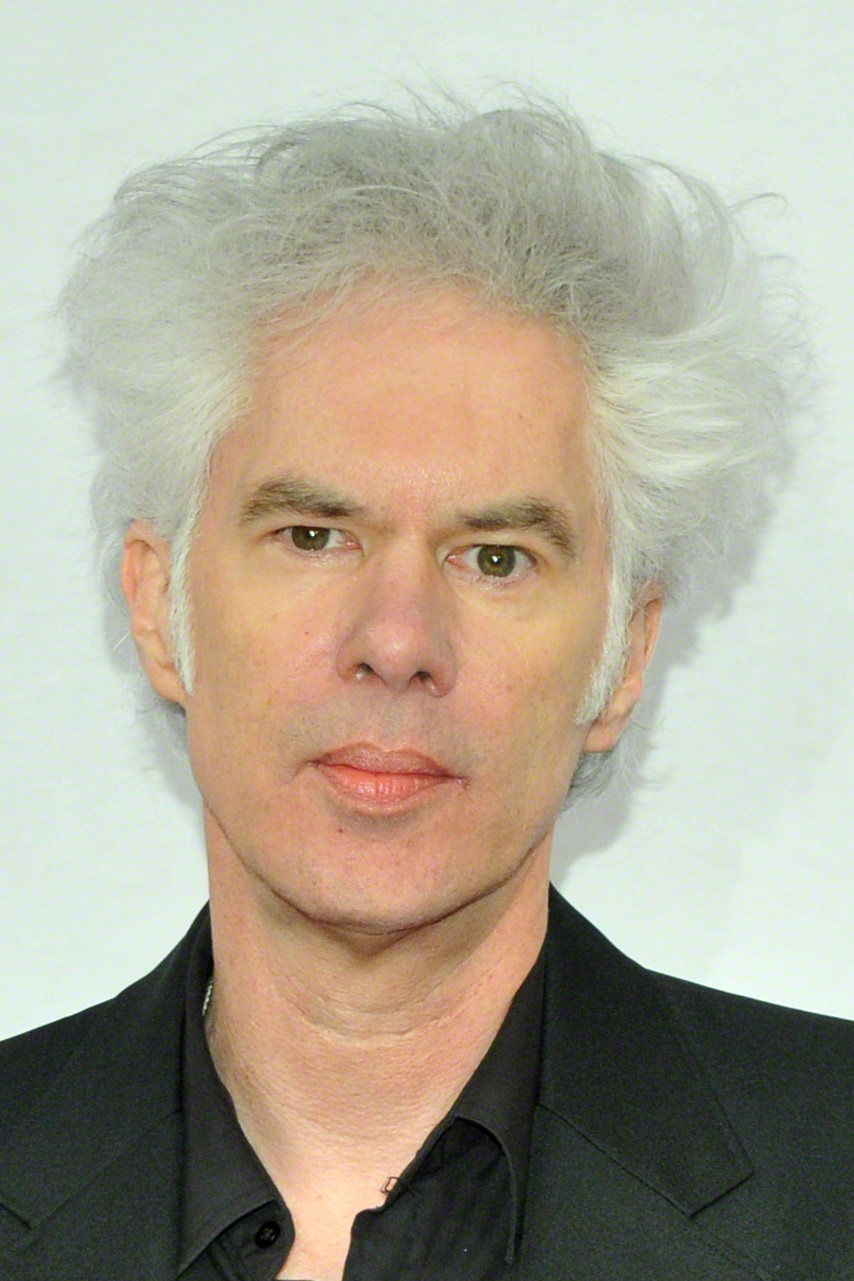
Jim Jarmusch, 2013

Jim Jarmusch [ˌdʒɪm ˈdʒɑːɹməʃ], gebürtig: James Robert Jarmusch, (* 22. Januar 1953 in Cuyahoga Falls, Ohio) ist ein US-amerikanischer Autorenfilmer, Schauspieler und Filmproduzent. Er zählt zu den bekanntesten Vertretern des US-amerikanischen Independentfilms.

## Leben
Jim Jarmusch wuchs als zweites Kind mit seinen Geschwistern Ann und Tom in einer wenig abwechslungsreichen Mittelschicht-Vorstadt von Akron, Ohio, auf. Sein Vater war leitender Angestellter der Reifenfirma B. F. Goodrich Company, laut Jarmusch ein hart arbeitender Geschäftsmann. Seine Familie hat europäische Vorfahren: Der Vater entstammte einer Familie von böhmisch-deutschen Einwanderern, und seine Mutter hatte irisch-deutsche Eltern. Seine Mutter schrieb vor ihrer Heirat Filmkritiken und war Reporterin von Unterhaltungsveranstaltungen und anderem mehr bei der heimischen Tageszeitung Akron Beacon Journal. Um ihre Ruhe zu haben, schickte sie Jim als Kind häufig ins Kino, wo er sich mit wachsender Begeisterung B-Movies ansah.
Schon mit 14 Jahren interessierte sich Jarmusch für die Gegenkultur, etwa für Bücher der Beatniks William S. Burroughs und Jack Kerouac oder Schallplatten der Mothers of Invention, die er zusammen mit Freunden von deren älteren Geschwistern entwendete. Mit gefälschten Ausweisen besuchte er mit Freunden am Wochenende ein Kino, das Untergrundfilme wie etwa Andy Warhols Chelsea Girls und Robert Downeys Putney Swope zeigte. Eine seiner Großmütter soll ihn zur Lektüre von anspruchsvoller Literatur ermuntert und ihm zu seinem 16. Geburtstag Prousts Romanzyklus Auf der Suche nach der verlorenen Zeit geschenkt haben. Jarmusch veröffentlichte später dann selbst Lyrik.
Nach dem Abschluss der High School 1972 ging er mit 19 Jahren nach Chicago und schrieb sich an der School of Journalism der Northwestern University ein. Im Jahr darauf wechselte er zur Columbia University in New York, wo er Englische und Amerikanische Literatur studierte. Dort besuchte er vor allem Vorlesungen zur modernen amerikanischen Dichtkunst wie etwa den Beatniks und den Dichtern der subversiven New York School. Daneben schrieb er für das universitäre Literaturmagazin The Columbia Review. 1975, in seinem Abschlusssemester, ging er zunächst für zehn Monate nach Paris. Er jobbte als Auslieferungsfahrer für eine Kunstgalerie und verbrachte viel Zeit im Kino und in den Archiven der Cinémathèque française. Dort entdeckte er unter anderem das europäische und japanische Kino. Nach seiner Rückkehr nach New York 1976 machte er seinen Abschluss als Bachelor of Arts. Seine Literatur wurde zu dieser Zeit cineastischer, das heißt bildhaft beschreibend: “My writing was becoming more cinematic in certain ways, more visually descriptive”.
Anschließend studierte er Filmwissenschaften an der angesehenen Tisch School of the Arts an der New York University. Er lernte dort unter anderem bei Nicholas Ray Regie. Ende der 1970er Jahre schloss er sich der Post-Punk-Szene im East Village an und versuchte sich als Keyboarder, Sänger und Lyriker der No-Wave-Gruppe The Del-Byzanteens.
1980 drehte er seinen Abschluss- und gleichzeitig ersten Film Permanent Vacation, der auf der Mannheimer Filmwoche Uraufführung hatte und prämiert wurde. Dann wurde er Produktionsassistent von Wim Wenders, der ihm übriggebliebene Filmrollen schenkte. Mit diesem Material und einem Budget von 7000 USD drehte er 1982 den 30-minütigen Kurzfilm The New World, den Vorläufer von Stranger than Paradise. Der deutsche Produzent Otto Grokenberger sah den Film auf dem Filmfestival von Salsomaggiore in Italien und stellte Jarmusch daraufhin 110.000 USD zur Verfügung, damit er eine Langfassung erstellen konnte.
Als ihn die Regisseure Sam Fuller und John Boorman auf seine Ähnlichkeit mit dem Schauspieler Lee Marvin hinwiesen, gründete er den exklusiven und selbstironischen Zirkel „Sons of Lee Marvin“, dessen einziges Aufnahmekriterium eine gewisse Ähnlichkeit zu Marvin war. Mitglieder sind unter anderem seine Freunde Nick Cave, Tom Waits und John Lurie.
Jarmusch ist seit Anfang der 1980er Jahre mit der Filmemacherin und Schauspielerin Sara Driver liiert. Er lebt in der Bowery in New York City in einem mondänen Loft.

## Werk

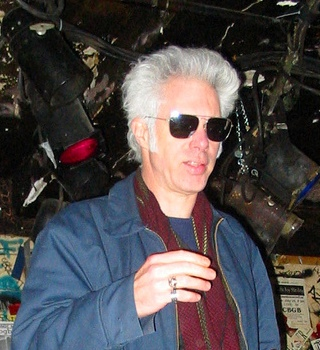
Jim Jarmusch im CBGB, 2003

Jarmuschs Werk dreht sich immer wieder um das Fremdsein, das Aufeinandertreffen unterschiedlicher Kulturen und die Bindungskraft familiärer Beziehungen. Während man hinter diesen konfliktreichen Konstellationen oft einen pessimistischen, zuweilen gesellschaftskritischen Unterton vermuten könnte, verwehren sich seine Filme konsequent einer solchen Wertung. 
Jarmusch zählt zu den wenigen wirklichen Independent-Regisseuren oder Autorenfilmern, das heißt, er behält die Kontrolle über die gesamte Filmproduktion und die Rechte an den Negativen seiner Filme. Eine weitere Besonderheit liegt in seinen unorthodoxen Arbeitsgewohnheiten. Er schreibe seine Plots für ganz bestimmte Schauspieler und baue dann um diese Figur(en) herum eine Geschichte auf. Er verzichte damit bewusst auf die üblichen Mittel von Drehplan oder Storyboards.
Wie einige seiner Zeitgenossen (Paul Thomas Anderson, Quentin Tarantino, John Cassavetes) verteilt Jarmusch einen Teil der Rollen auf die Mitglieder eines Stammensembles, mit denen er auch befreundet ist, wie etwa Iggy Pop, Tom Waits, John Lurie, Roberto Benigni, Isaach de Bankolé, Bill Murray oder Tilda Swinton.
Jarmuschs Filme sind getragen von Langsamkeit und lakonischem Humor. Beliebte Stilmittel sind der Schwarzweißfilm, gezielter und gewollt grotesk anmutender Einsatz von Musikelementen und die szenische Auflösung in Plansequenzen, zumeist Master Shots.

## Musik in Jarmuschs Werk
Neben seinen Kinofilmen drehte er Musikvideos, unter anderen für Talking Heads, Tom Waits, Neil Young und Jack White. Musik ist für Jarmusch „die höchste und schönste Form des Ausdrucks. Ohne Musik hätte das Leben keinen Sinn“. Die Soundtracks sind ein wichtiger Bestandteil sämtlicher seiner Filme, er arbeitete dafür mit Waits (Night on Earth und Down by Law), John Lurie (Stranger than Paradise sowie Down by Law) und Young (Dead Man), nutzte aber auch die Musik von u. a. Sunn O))), Boris, RZA, Mulatu Astatke, Jozef Van Wissem. In Stranger Than Paradise spielt Screamin’ Jay Hawkins’ Song I Put a Spell on You eine wichtige Rolle und taucht immer wieder auf. In Mystery Train verbindet Elvis Presleys Blue Moon die einzelnen Episoden, aus denen der Film besteht.
Er drehte auch zwei Musikfilme – Year of the Horse über eine Konzerttournee von Neil Young & The Crazy Horse sowie Gimme Danger über Iggy Pop & The Stooges.
Bereits in seiner Studienzeit in New York war Jarmusch Mitglied der No-Wave-Band The Del-Byzanteenes, mit der er das Album Lies to Live By aufnahm. Für The Limits of Control nahm er einige Lieder mit seiner Band Bad Rabbit auf. Er veröffentlichte drei Alben im Duo mit dem niederländischen Laute-Spieler Jozef van Wissem (Concerning the Entrance into Eternity (2011), The Mystery of Heaven (2012), An Attempt to Draw Aside the Veil (2019)). Van Wissem spielte auch den Großteil des Soundtracks für Only Lovers Left Alive ein, an dem auch Jarmuschs Band SQÜRL, eine Fortsetzung von Bad Rabbit, beteiligt war. Auch den Soundtrack zu Paterson spielte SQÜRL ein.

## Filmografie

### Regie
- 1980: Permanent Vacation – auch Drehbuch, Produktion, Schnitt und Musik
- 1982: Stranger Than Paradise (Kurzfilm)
- 1984: Stranger than Paradise – auch Drehbuch und Schnitt
- 1986: Coffee and Cigarettes (Kurzfilm) – auch Drehbuch
- 1986: Down by Law – auch Drehbuch
- 1989: Coffee and Cigarettes II (auch: Coffee and Cigarettes, Memphis Version) (Kurzfilm) – auch Drehbuch
- 1989: Mystery Train – auch Drehbuch
- 1991: Night on Earth – auch Drehbuch und Produktion
- 1993: Coffee and Cigarettes – Somewhere in California (Kurzfilm) – auch Schnitt
- 1995: Dead Man – auch Drehbuch
- 1997: Year of the Horse – auch Kamera
- 1999: Ghost Dog – Der Weg des Samurai (Ghost Dog: The Way of the Samurai) – auch Drehbuch und Produktion
- 2002: Ten Minutes Older: The Trumpet (Episode Int. Trailer Night) – auch Drehbuch
- 2003: Coffee and Cigarettes – auch Drehbuch und Schnitt
- 2005: Broken Flowers – auch Drehbuch
- 2009: The Limits of Control – auch Drehbuch
- 2013: Only Lovers Left Alive – auch Drehbuch
- 2016: Paterson – auch Drehbuch
- 2016: Gimme Danger – auch Drehbuch
- 2019: The Dead Don’t Die – auch Drehbuch

### Schauspieler u. a. m.
- 1980: Underground USA – Ton
- 1980: Lightning Over Water – Produktionsassistenz
- 1981: You Are Not I – Drehbuch, Produktion und Kamera
- 1982: Der Stand der Dinge (The State of Things) – Musik
- 1983: Burroughs – Ton
- 1984: American Autobahn – Darsteller
- 1986: Sleepwalk – Kamera
- 1987: Straight to Hell – Fahr zur Hölle (Straight to Hell) – Darsteller
- 1987: Helsinki-Napoli – All Night Long (Helsinki Napoli All Night Long) – Darsteller
- 1988: Candy Mountain – Darsteller
- 1989: Leningrad Cowboys Go America – Darsteller
- 1990: The Golden Boat – Darsteller
- 1991: Fishing with John – Darsteller
- 1992: In the Soup – Darsteller
- 1993: When Pigs Fly – Produktion
- 1994: Tigrero: A film that was never made – Darsteller
- 1995: Iron Horsemen – Darsteller
- 1995: Blue in the Face – Darsteller
- 1996: Cannes Man – Darsteller
- 1996: Sling Blade – Auf Messers Schneide (Sling Blade) – Darsteller
- 2000: SpongeBob Schwammkopf (SpongeBob SquarePants, Fernsehserie, Episode 1x40: Am Haken als Angler)
- 2016: Porto – Executive Producer

## Auszeichnungen (Auswahl)
- 1980: Josef von Sternberg Preis der Mannheimer Filmwoche (heute Internationales Filmfestival Mannheim-Heidelberg)
- 1984: Goldener Leopard des Internationalen Filmfestivals von Locarno für Stranger than Paradise
- 1984: Goldene Kamera der Internationalen Filmfestspiele von Cannes für Stranger than Paradise
- 1987: Independent Spirit Awards – nominiert für die beste Regie (Down by Law)
- 1988: Preis des Bodil Festivals für den besten amerikanischen Film (Down by Law)
- 1988: Preis des Robert Festivals für den besten ausländischen Film (Down by Law)
- 1989: Preis für den besten künstlerischen Beitrag bei den Internationalen Filmfestspielen von Cannes (Mystery Train)
- 1990: Independent Spirit Awards – nominiert für das beste Drehbuch (Mystery Train)
- 1990: Independent Spirit Awards – nominiert für die beste Regie (Mystery Train)
- 1993: Goldene Palme von Cannes für den besten Kurzfilm – Coffee and Cigarettes 3
- 1996: Five Continents Award für Dead Man
- 1997: Independent Spirit Awards – nominiert für das beste Drehbuch (Dead Man)
- 1997: Howard Hawks Storytelling Award
- 2005: Internationale Filmfestspiele von Cannes – Großer Preis der Jury für Broken Flowers
- 2011: Officier des Arts et Lettres[13]
- 2017: International Film Festival Rotterdam – nominiert für den MovieZone Award für Paterson[14]